# إمانول سفيدنبوري

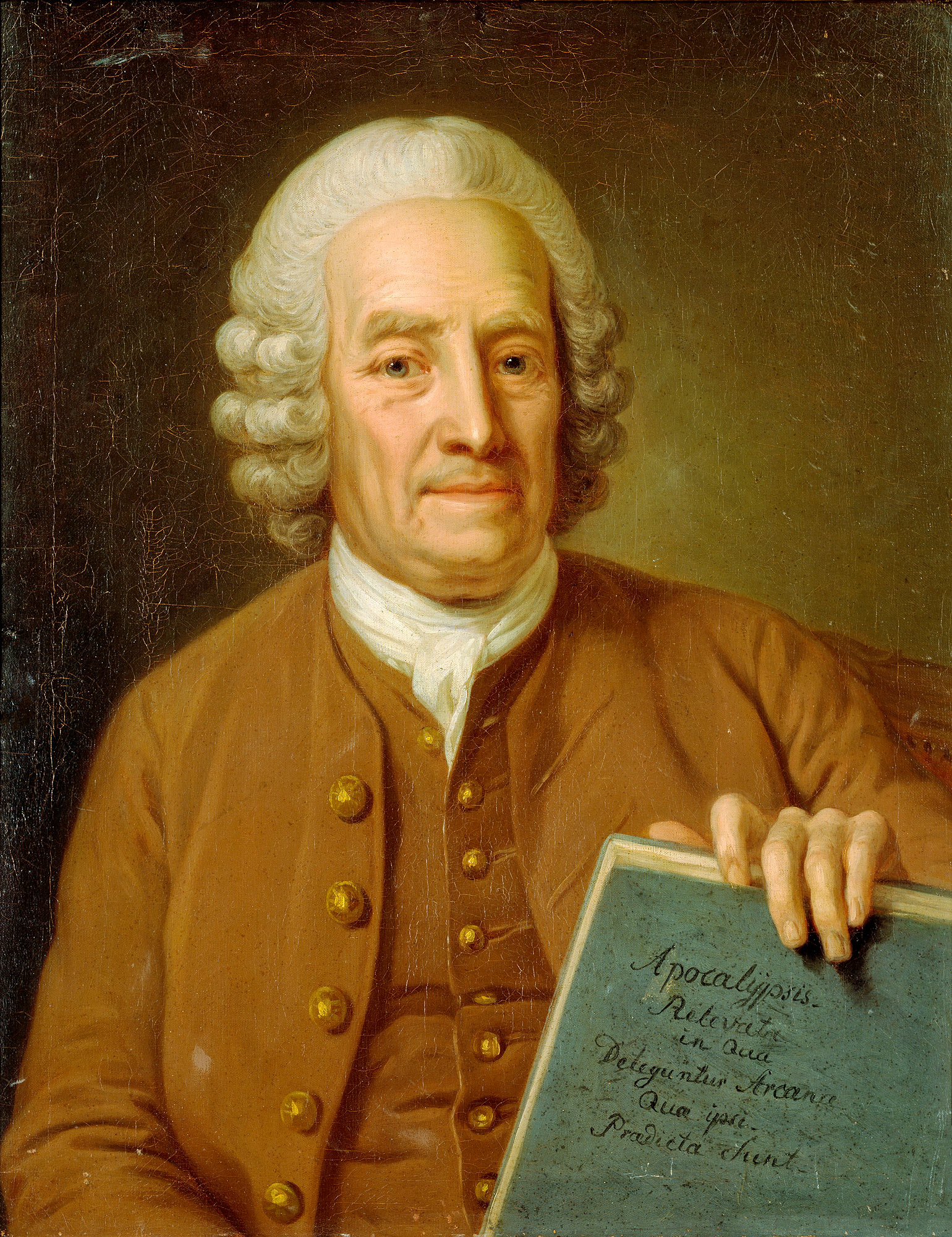
لوحة وعمره 75

إمانول سفيدنبوري (باللاتينية Emanuel Swedenborg) عالم وفيلسوف سويدي وصوفي وثيولوجي مسيحي له تاريخ حافل كعالم ومخترع. ولد في 1688 ومات في 1772. دخلت حياته في طور روحي في عمر 56 حيث حدثت له رؤى وأحلام وصلت به إلى استيقاظ روحي ادعى فيه أن الرب عينه لكتابة تعليم سماوي لإصلاح المسيحية، وأن الرب فتح عينيه مما سمح له بزيارة السماء والنار والتكلم مع الملائكة والشياطين والأرواح. في السنوات 28 الباقية من عمره كتب وطبع 18 عملا ثيولوجيا أشهرها السماء والنار في 1758 وعدة أعمال ثيولوجية لم تطبع.
رفض إمانول الشرح التقليدي للثالوث على أنه ثالوث أقانيم أو أشخاص وقال إنه لم يعلّم في الكنيسة المبكرة. وبدلا منه شرح في كتبه أن الثالوث الإلهي يوجد فقط في شخص واحد هو الإله الواحد وأنه المسيح. اعتبر الإيمان وأعمال الصدقة ضروريين للخلاص معا.
في آخر عمره تشكلت عدة مجموعات قراءة في إنكلترا والسويد لدراسة الحقيقة التي رآها البعض في كتاباته وتأثر عدة كتاب به. بينما دعاه أشهر مؤلف سويدي في عصره أحمق. وقدم لمحاكمة هرطقة في السويد في 1768.
ظهرت عدة تفسيرات لثيولوجيا إمانول في القرنين التاليين لموته، انظر الكنيسة السفيدنبورية.

## روابط خارجية
- إمانول سفيدنبوري على موقع الموسوعة البريطانية (الإنجليزية)
- إمانول سفيدنبوري على موقع إن إن دي بي (الإنجليزية)
- إمانول سفيدنبوري على موقع ديسكوغز (الإنجليزية)